# Adrien Jean-Baptiste du Bosc
Adrien Jean-Baptiste Aimable Ramon du Bosc Dutaillis, né à Nangis (province d'Île-de-France) le 12 novembre 1760 et mort le 4 février 1851 à Paris, est un général français.

## États de service

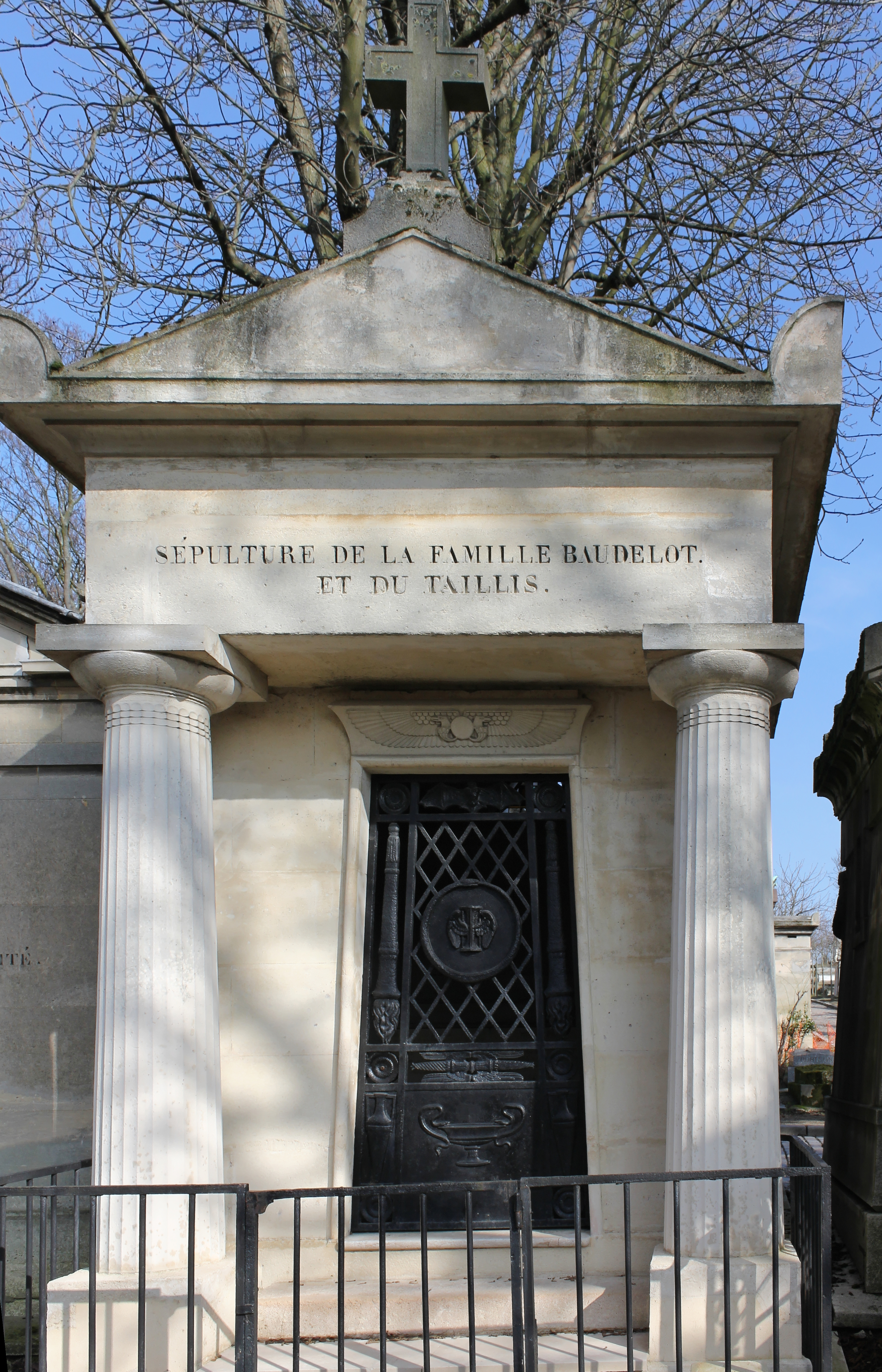
Tombe au cimetière du Père-Lachaise.

Élève du génie en 1773, il prit du service comme cadet dans le corps de Nassau-Siegen, en 1779, et assista aux affaires de Jersey et de Cancale.
En 1789 il entre dans la garde nationale parisienne comme capitaine adjudant-major du bataillon des Filles-Saint-Thomas. 
Capitaine au 14e bataillon d'infanterie légère, il combat à Jemmappes, à Verviers, à Liège et est employé en Italie sous les ordres de Berthier.
Après la bataille de Castiglione, il est chargé par Napoléon Bonaparte d'apporter à Paris les drapeaux pris à l'ennemi, et reçoit du Directoire le titre de chef de bataillon et des pistolets d'honneur. 
Il eut un cheval tué à Rivoli et un à Arcole puis il prit part aux affaires de Balsano et de Brixen, repoussa avec six hommes un corps d'Autrichiens qui fermait le passage, perdant quatre de ses hommes, eut son cheval et ses vêtements criblés de balles et arriva, lui troisième, à Balsano où il avait une mission pour Joubert. Nommé colonel, le 23 brumaire an VI, il eut un cheval tué sous lui à Marengo, fut quelque temps aide-de-camp de Berthier, et fut nommé général de brigade le 29 août 1803. Il fit les campagnes de 1805 et de 1806, et signa, comme chef d'état-major du 2e corps, la capitulation de Magdebourg assiégée par le maréchal Ney, qui y trouva 16 000 prisonniers, des munitions immenses et 800 bouches à feu.
Le général Dutaillis eut le bras emporté, le 5 juin 1807, à la bataille de Guttstadt, où son corps d'armée, fort de 15 000 hommes, eut à se défendre contre 40 000 Russes. Le 29 juin 1807 il fut nommé général de division.
En 1808, il est envoyé par le maréchal Berthier comme ministre plénipotentiaire dans la Principauté de Neuchâtel et y tient une politique sage et modérée.
Chargé dans la campagne de 1809 du commandement supérieur de Munich, il reçut du roi de Bavière la grande décoration de l'Ordre militaire de Maximilien-Joseph de Bavière, fut créé comte, et au mois de  janvier 1811 candidat au Sénat, par le collège électoral de Seine-et-Marne. Pendant la campagne de Russie il fut investi du commandement supérieur de Varsovie, et lors de la retraite de celui de Torgau, où il devint gouverneur, le 17 novembre 1813, à la mort du comte de Narbonne.
En 1814, le général comte Dutaillis fut nommé chevalier de Saint-Louis et vécut dans la retraite. Il est inhumé au cimetière du Père-Lachaise (56e division).

## Source
- « Adrien Jean-Baptiste du Bosc », dans Charles Mullié, Biographie des célébrités militaires des armées de terre et de mer de 1789 à 1850, 1852 [détail de l’édition]